# Motolský potok
Motolský potok je potok, který je levým přítokem dolní Vltavy. Ve většině své délky dnes teče pod zemí jako kanalizační stoka. Celá trasa potoka vede územím obvodu Praha 5, a to městskými částmi Praha 13 a Praha 5. Je dlouhý 9,9 km dle Stacha[zdroj?] (9,33 km dle Wurma[zdroj?]). Povodí řeky je 15,7 km².

## Průběh toku

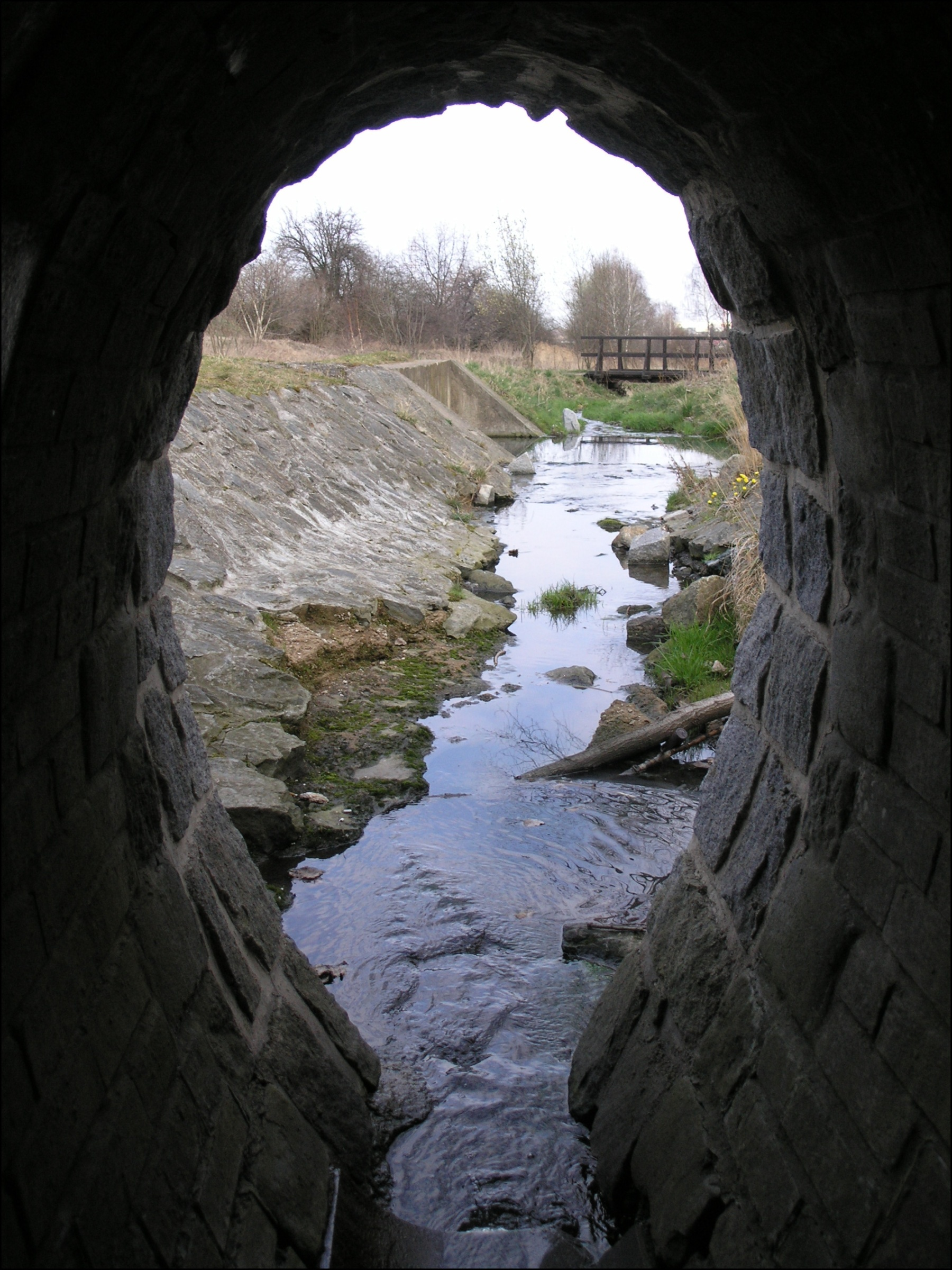
Pohled z kanalizační šachty kterou teče poblíž svého prameniště, nedaleko továrny Siemens a stanice metra Zličín.

Motolský potok pramení nedaleko stanice metra Zličín, mezi hypermarketem Globus a továrnou Siemens Kolejová vozidla (dříve ČKD Tatra), na hranici Stodůlek a třebonické části městské části Praha-Zličín, na úpatí stěny z pískovců. O necelý kilometr dále za nádrží (suchým poldrem) v lokalitě Pod Zličínem vtéká do zakrytého úseku. Potrubím protéká vlevo podél Jeremiášovy ulice (na postranním rameni je sedimentační nádrž IPS a požární nádrž) ke křižovatce Bílý Beránek a dále podél Plzeňské ulice (pod Bílým Beránkem je retenční nádrž). Nedaleko ulice 5. máje do něj v podzemí zprava ústí Větvený potok z přírodní památky U Hájů a u motolského krematoria rovněž zprava občasná vodoteč z motolského hřbitova. Pod Krematoriem, u domu č. o. 231, protéká kolem obdélníkového Mlýnského rybníka, který je z něj napájen, a krátkým otevřeným úsekem. Při obtékání přírodní památky Kalvárie v Motole přechází opět do zatrubnění. Ještě před hotelem Starý pivovar (bývalý motolský pivovar) se v podzemí dělí na dvě ramena: pravé rameno pokračuje po pravé straně od Plzeňské ulice, kde prochází Pivovarským rybníkem a pak krátkým otevřeným úsekem, na jehož konci ještě před mimoúrovňovou křižovatkou podchází Plzeňskou a ústí do levého ramene, levé rameno přechází pod Plzeňskou na levou druhou stranu ihned a otevřeným korytem protéká pod nadjezdem Kukulovy ulice a jejích ramp. Naproti motolské vozovně mine trojici nádrží (rybníky 1, 2 a 3), které jsou napájeny levým ramenem potoka. Zprava do něj pak ústí ještě občasná vodoteč u golfového areálu a potok Cibulka, do nějž kousek před tím ústí občasná vodoteč z tenisového areálu. Na začátku Košíř na konci lesoparku Cibulka (nedaleko sídliště Poštovka) ústí do podzemí a v závěrečných čtyřech kilometrech už z něj nevyjde, dokud přes Smíchov nevteče zleva do Vltavy pod Janáčkovým a Hořejším nábřežím zhruba v úrovni Pecháčkovy ulice mezi Palackého a Jiráskovým mostem.

## Vodní režim
Průměrný průtok není zjištěn, při měření čistoty v roce 1999 v Motole (4,75 km před ústím) průtok 0,005 m³/s.

## Historie
Tak jako u ostatních významných pražských potoků (Rokytka, Botič, Dejvický potok, Šárecký potok), i podél Motolského potoka byla nalezeny stopy osídlení z dob šňůrové keramiky a zvoncovitých pohárů i z pozdějších dob.
Městská část Praha 13 provedla revitalizaci prameniště a části údolí Motolského potoka, kde jsou z přírodního hlediska cenné lokality s výskytem mnoha vzácných rostlin a porostů. Projekt sponzoruje například majitel hypermarketu Globus WEST Investment a.s. (6 milionů korun), pivovar Staropramen (500 tisíc korun) a Ministerstvo životního prostředí (150 tisíc korun). Stavba byla slavnostně zahájena 30. září 2004. Pamětní listina s fotografiemi stavu před úpravami byla ve schránce zabetonována do nového stavidla ve středu vypuštěného Jezírka v lomu.[zdroj?]
V roce 2008 byla také provedena celková revitalizace Mlýnského rybníka při motolském krematoriu. Ta dala místu přirozenější ráz a pomohla také propojení s přírodní památkou Kalvárie Motol. Kolmé betonové zdi byly nahrazeny přírodními zatravněnými šikmými břehy, na nichž se vysázely mokřadní druhy rostlin. Nezbytné technické prvky (hráz, vypouštěcí zařízení aj.) byly vyzděny z kamene. Z velkých balvanů vznikl navíc malý vodopád, nahrazující původní betonový stupeň pod rybníkem.

## Čistota
Z hlediska chemických a mikrobiologických ukazatelů a kyslíkového režimu patří Motolský potok do nejhoršího, 5. stupně znečištění, v mnoha ukazatelích horší než Botič i Rokytka. Pouze z hlediska přítomností těžkých kovů je na tom lépe než Vltava a Berounka. Měřicí stanoviště je u motolských nádrží, zaústění do zaklenutí, 4,75 km před ústím do Vltavy.

## Výpravy do podzemí
Na několika místech ze stoky ústí schodiště nebo jiné otvory ven. Přestože většina možných vstupů do podzemní části potoka je zazděná či zamřížovaná, potok láká mládež a různé dobrodruhy. Pravidelné návštěvy koná například Speleo klub Kladno.
Podle svědectví z počátku 90. let dvacátého století byly některé části podzemního potoka obydleny velkým množstvím potkanů, což je v protikladu s jiným svědectvím z roku 2010, kdy nebyl spatřen jediný hlodavec.
V sobotu 9. června 2018 bouřka a následná přívalová povodeň smetla ve stoce 4 hráče (2 ženy a 2 muže) geocachingu, kteří zde hledali geocache nazvanou Měsíční šachta. Dva lidé v přívalové povodni utonuli.

## Mlýny
Mlýny jsou seřazeny po směru toku potoka.
- Maltézský mlýn – Motol, Plzeňská č.p. 10/231
- Košířský mlýnek – Košíře, Vrchlického, původní č.p. 11